# Татиш (селище залізничної станції)
Татиш (рос. Татыш) — селище залізничної станції, підпорядковане місту Озерськ Челябінської області Російської Федерації.
Населення становить 31 особу (2010).

## Історія
Згідно із законом від 26 серпня 2004 року органом місцевого самоврядування є Озерський міський округ.

## Населення
| 2002 | 2010 |
| ---- | ---- |
| 58   | ↘31  |